# نهر أوجان
نهر أوجان هو نهر في سومطرة الجنوبية، اندونيسيا.
نهر أوجان هو أحد روافد نهر موسي في جنوب سومطرة. يتدفق بالكامل في مقاطعة سومطرة الجنوبية، يرتفع في جبال باريسان (Bukit Barisan) ويتعرج ببطء شرقًا للانضمام إلى نهر موسي في كيرتاباتي، بلمبانغ. ويعد نهر أوجان ثالث أطول نهر في جنوب سومطرة (بعد موسي وكومرينج). يقع النهر إما على حدود أو يقطع عبر المناطق في جنوب أوجان كومرينغ أولو و أوجان كومرينغ أولو وأوجان كومرينغ إلير وأوجان إلير.
عاشت قبيلة أوجان وبيغان على طول اوغان وروافده. وكان معظمهم من الفلاحين أو التاجر. خدم النهر أولاً كشريان نقل واتصالات مواصلات حيوية يتكون وادي نهر أوجان من طبقات سميكة من رواسب طمي هذا النهر، وهو أحد أكثر المناطق الزراعية خصوبة في المقاطعة.

## جغرافية
يتدفق النهر في المنطقة الجنوبية من سومطرة مع مناخ الغابات المطيرة الاستوائية في الغالب (المعينة باسم Af في تصنيف مناخ كوبن - جيجر). متوسط درجة الحرارة السنوي في المنطقة هو 24   °C. أكثر شهور دفئًا هو شهر أكتوبر، حيث يبلغ متوسط درجة الحرارة 26 درجة مئوية   °C ، وأكثر الشهور برودة هو يناير / كانون الثاني، عند 22 درجة مئوية   °C. متوسط هطول الأمطار السنوي هو 2902   مم. الشهر الأكثر رطوبة هو نوفمبر، بمتوسط 435   أقل هطول للأمطار هو في أغسطس / آب مع 83 ملم   مم الأمطار.
| مخطط المناخ Ogan River | مخطط المناخ Ogan River | مخطط المناخ Ogan River | مخطط المناخ Ogan River | مخطط المناخ Ogan River | مخطط المناخ Ogan River | مخطط المناخ Ogan River | مخطط المناخ Ogan River | مخطط المناخ Ogan River | مخطط المناخ Ogan River | مخطط المناخ Ogan River | مخطط المناخ Ogan River |
| --- | ---------------------- | ---------------------- | ---------------------- | ---------------------- | ---------------------- | ---------------------- | ---------------------- | ---------------------- | ---------------------- | ---------------------- | ---------------------- |
| 01 | 02                     | 03                     | 04                     | 05                     | 06                     | 07                     | 08                     | 09                     | 10                     | 11                     | 12                     |
| 341 25 20 | 275 25 21              | 326 26 21              | 363 26 22              | 161 26 21              | 128 27 22              | 146 26 21              | 83 26 21               | 83 29 20               | 171 31 21              | 435 29 21              | 389 26 22              |
| متوسط درجة-الحرارة °س مجاميع الهطل مم |                        |                        |                        |                        |                        |                        |                        |                        |                        |                        |                        |
| بالوحدات الإنكليزية \| 01 \| 02 \| 03 \| 04 \| 05 \| 06 \| 07 \| 08 \| 09 \| 10 \| 11 \| 12 \| \| 13 77 68 \| 11 77 70 \| 13 79 70 \| 14 79 72 \| 6.3 79 70 \| 5 81 72 \| 5.7 79 70 \| 3.3 79 70 \| 3.3 84 68 \| 6.7 88 70 \| 17 84 70 \| 15 79 72 \| \| متوسط درجة-الحرارة °ف مجاميع الهطول ″ \| \| \| \| \| \| \| \| \| \| \| \| |                        |                        |                        |                        |                        |                        |                        |                        |                        |                        |                        |
| 01 | 02                     | 03                     | 04                     | 05                     | 06                     | 07                     | 08                     | 09                     | 10                     | 11                     | 12                     |
| 13 77 68 | 11 77 70               | 13 79 70               | 14 79 72               | 6.3 79 70              | 5 81 72                | 5.7 79 70              | 3.3 79 70              | 3.3 84 68              | 6.7 88 70              | 17 84 70               | 15 79 72               |
| متوسط درجة-الحرارة °ف مجاميع الهطول ″ |                        |                        |                        |                        |                        |                        |                        |                        |                        |                        |                        |